# Securly
Securly, Inc. es un sitio web de protección para escuelas con sede en Silicon Valley. Securly fue fundado en enero del 2013 por Vinay Mahadik, Bharath Madhusudan, y Nikita Chikate. Se incorporó en California en el 19 de julio del 2013. En marzo del 2019, Securly fue ampliado para abarcar la gestión de las aulas y los dispositivos.
Securly utiliza las técnicas de procesamiento de lenguaje natural y el aprendizaje automático para las webs que el alumno accede, búsquedas, videos, correos de medios de comunicación sociales, correos electrónicos, y archivos de los servicios de Google.

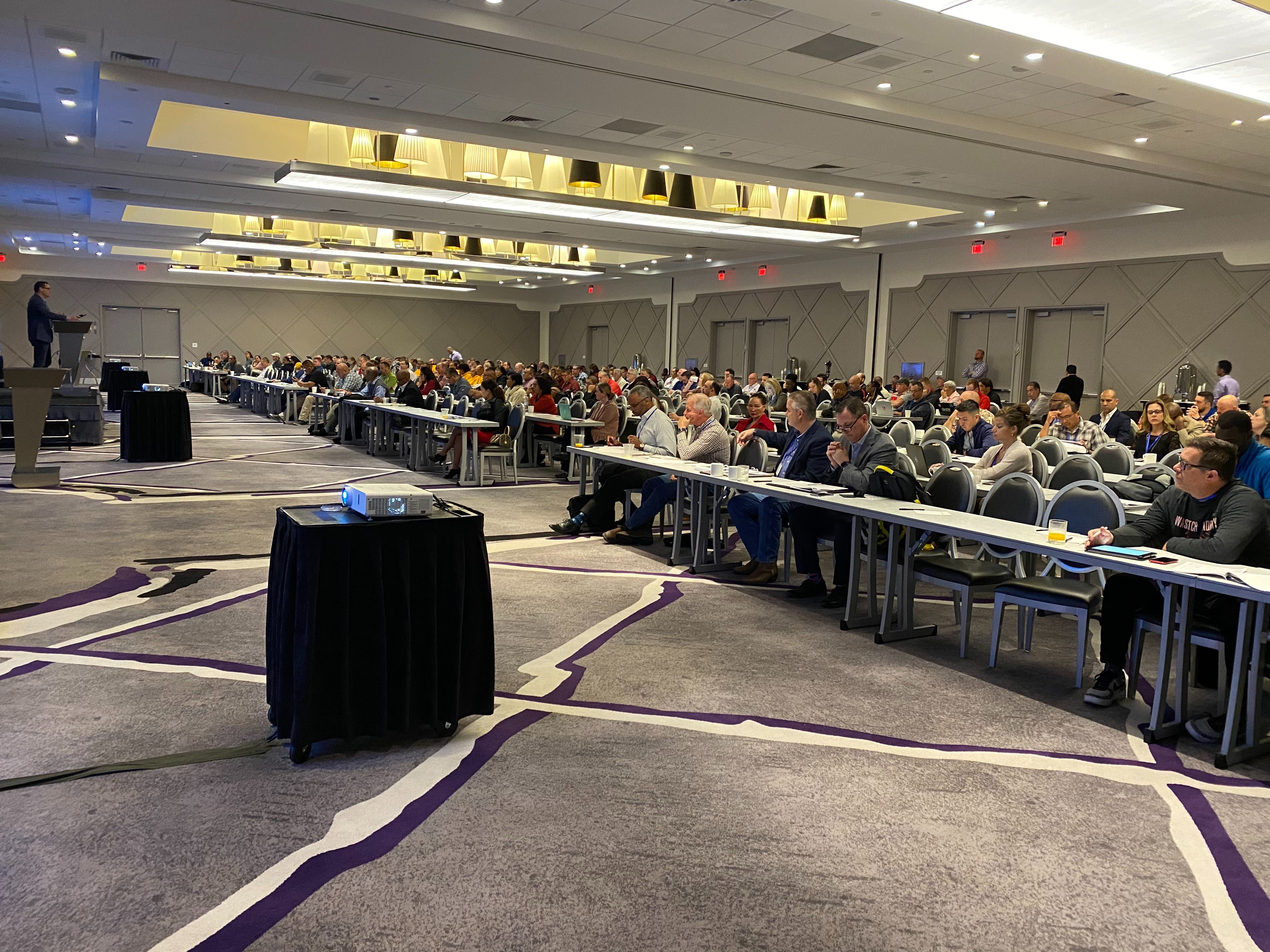
Securly presentando en la Conferencia de Seguridad Estudiantil Nacional en Las Vegas, Nevada en noviembre de 2019.

## Disponibilidades
Securly principalmente actúa como filtro de web para impedir a los estudiantes acceder a ciertos sitios web. Ofrece herramientas K-12 de escuelas para controlar y restringir el uso de internet en el estudiante. Mientras el propósito principal es para controlar para la actividad sospechosa, también puede ser utilizado para la administración de aula. Securly también presenta un portal de padres, donde los padres pueden instalar filtros para uso de casa además de cualquier filtro escolar ya en sitio.

### Filter
Securly Filter es el principal método de supervisión de los dispositivos de los alumnos. El filtro basado en la nube funciona en Chromebooks, iPads, Macs y ordenadores con Windows. Proporciona a los administradores registros de la actividad en línea, informes generados y notificaciones de los intentos de acceso a los contenidos marcados. El filtro utiliza algoritmos de aprendizaje automático para detectar y bloquear contenidos en los dispositivos. Se puede utilizar la geofencing para cambiar el filtro en función de si el dispositivo está o no en el campus de la escuela. Se detecta si el estudiante está usando el dispositivo para fines positivos.

### Auditor & 24
Auditor es un subsistema para G Suite que usa también el procesamiento del lenguaje natural para detectar ciberacoso e indicaciones de posible suicidio y autolesiones. Esto alertará al director de la escuela y a los padres. Proporciona a los administradores registros de la actividad en línea, informes generados y notificaciones de los intentos de acceso a los contenidos marcados. El filtro utiliza algoritmos de aprendizaje automático para detectar y bloquear contenidos en los dispositivos. Se puede utilizar la geofencing para cambiar el filtro en función de si el dispositivo está o no en el campus de la escuela. En el 2019, Auditor fue actualizado para que escanee los archivos JPG, PNG y GIF subidos hacia Google Drive, combinando la detección de tonos de piel y el reconocimiento de objetos con el aprendizaje automático para ofrecer un servicio de detección de desnudos tanto para la pornografía descargada como para los selfies de los estudiantes.

### Portal para padres
El Portal para Padres permite a los usuarios ver lo que los estudiantes o los niños están accediendo en línea. Está disponible como aplicación independiente en iOS y Android.